# Hedda Stiernstedt

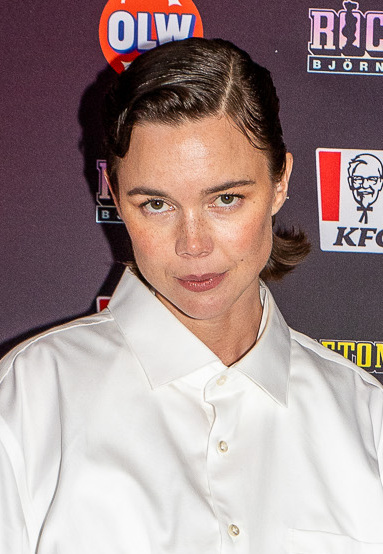
Hedda Stiernstedt, 2024

Hedda Matilda Stiernstedt (* 3. Dezember 1987 in Stockholm) ist eine schwedische Schauspielerin.

## Leben
Ihre erste Hauptrolle hatte Stiernstedt in dem 2010 uraufgeführten schwedischen Fernsehfilm Supernova. Anschließend wirkte sie in acht Episoden der Fernsehserie Portkod 1321 mit und bekleidete danach eine Nebenrolle in der schwedischen Komödie Studentfesten.
Zwischen 2013 und 2015 spielte sie in jeweils einer Episode der schwedisch-deutschen Co-Produktionen Mankells Wallander (Verrat) und Der Kommissar und das Meer (Wilde Nächte) sowie in einer Folge der ebenfalls in Deutschland ausgestrahlten Serie Sebastian Bergman – Spuren des Todes (Tod im Kloster).
Zu ihren bisher erfolgreichsten bzw. (in Schweden) bekanntesten Spielfilmen zählen Unga Sophie Bell (2014) und Rosa Moln (2016), in denen sie jeweils eine Hauptrolle bekleidete.
Zudem übernahm sie 2016 in dem Musikvideo Addicted To You von Avicii die Rolle der blonden Dame.

## Filmografie
- 2010: Supernova (Fernsehfilm)
- 2012: Portkod 1321 (Fernsehserie, acht Folgen)
- 2013: Studentfesten
- 2013: Mankells Wallander (Fernsehserie, Folge 3x03 Sveket)
- 2013: Monica Z
- 2013: Sebastian Bergman (Den fördömde, Fernsehserie, Folge 2x02 Fjärde fallet)
- 2014: Die junge Sophie Bell (Unga Sophie Bell)
- 2014: Hot Chicks (Kurzfilm)
- 2015: Odödliga
- 2015: Norskov (Fernsehserie, drei Folgen)
- 2015: Der Kommissar und das Meer (Fernsehserie, Folge 1x17 Wilde Nächte)
- 2016: First Like (Kurzfilm)
- 2017–2020: The Restaurant (Vår tid är nu, Fernsehserie, 32 Folgen)
- 2018: Black Lake (Fernsehserie, acht Folgen)
- 2018: Rosa moln
- 2020: Mein Vater Marianne (Min pappa Marianne)
- 2020: Fjols til Fjells
- 2020: Rymdresan
- 2020: Die Jönsson Bande (Se upp för Jönssonligan)
- 2021–2022: Beforeigners – Mörderische Zeiten (Beforeigners, Fernsehserie, sechs Folgen)
- 2022: One minute (Kurzfilm)
- 2023: One More Time
- 2023: Die Landarztpraxis (Börje – The Journey of a Legend, Fernsehserie, sechs Folgen)
- 2023–2024: Iris – Die Wahrheit (Sanningen, Fernsehserie, sechs Folgen)
- 2023: Den grænseløse
- 2024: Nova & Alice